# アランイヤンナイト
『アランイヤンナイト』は、西尚美による日本の漫画。『週刊少女フレンド』（講談社）にて、1980年4号から7号まで連載された。アラビアンナイトを下敷きにしたコメディで、単行本は講談社コミックスフレンドから全1巻が刊行されている。

## ストーリー
1980年1月某日、校長の孫で不良娘である杏奈のペット、小猿のエト吉は主人の帰りを待っていた夜、行き倒れの老人を発見して介護する。現代人の冷たい仕打ちに情けをかけてくれたエト吉に感激し、「夢を信じれば、富と幸せを授かる」カメを渡す老人。しかし、そのカメはアラビアンナイトの住人が住む不思議な世界を内包したマジックアイテムだった。中から現れたシンドバッドに杏奈は意気投合、一度は現実逃避をして遊び呆けるが、幼馴染みの京介に心惹かれてアラビアンナイトの世界から現実へ帰還する。それを快く思わぬシンドバッドはランプの精を刺客として京介の元へ送り込むが、ランプの精が京介に惚れてしまい失敗。更にカメが行方不明となり、おばあさんの放り込んだ硬貨の音で目覚めた盗賊の頭が現実世界に出現。そして闇の帝王まで現れて、異様な不審者の多数出没で学園は廃校の危機に。果たしてこの混乱の行く末は？

## 登場人物
杏奈（あんな）
主人公。上の名は不明。三流私立高の校長の孫。夜遊び好きな不良娘だが、根は真面目。ひょんな事からアラビアンナイトのカメ（瓶）を手に入れ、シンドバッドと知り合いとなって冒険を開始する。
京介（きょうすけ）
両親を亡くし、杏奈の祖母に拾われた孤児。世間に復讐するために東大出のエリートを目指している。
おばあさま
三流私立高校の経営者で校長。どけちでがめつい性格で、夫は去り、子供達からも嫌われていた。
シンドバッド
アラビアンナイトの世界から来た青年。冒険家で英雄だが、あくどい面も持ち合わせており、杏奈を手にいれるために悪巧みを画策する。
ドラゴン
1話に登場したドラゴン。シンドバッドと戦うモブだったが、4話に闇の帝王の魔術によって強化されて現実に登場。それを目撃した生徒達にパニックを引き起こし、学園廃校のきっかけとなる。
ランプの精
第2話からシンドバットによって呼び出された魔人。シンドバッドからはアラビアンナイト一の問題児と言われていた。京介の心を狙っていたが惚れてしまい、杏奈の仲間になる。その容姿や、言葉遣いから女性に見えるが男性である。
盗賊の親分
四十人の盗賊の頭。瓶に投げ込まれた硬貨の音で目覚める。凶暴な男で第3話から主敵となるが、間抜け。また、がめつい杏奈の祖母に敵わなかった。
闇の帝王
アラビアンナイト世界の魔王。盗賊の頭に呼び出された助っ人だが、最終的にラスボス的な地位を占める。劇中終盤にシンドバッドと京介の剣によって倒される。
エト吉
小猿で杏奈のペット。頭が良い。行き倒れの老人を助け、アラビアンナイトの瓶を手に入れる原因になった。
ブッカ
シンドバッドの連れているタカだが、おとぎの世界の住人だけに言葉を話す。
行き倒れの老人
ムスリムの老人。空腹で倒れていた時にエト吉からコロッケを恵まれ、これもアラーの掲示だとアラビアンナイトの瓶を渡す。魔術師であるらしく、エピローグでは空飛ぶ絨毯を操って空を飛んでいた。

## 書誌情報
- 西尚美 『アランイヤンナイト』 講談社〈講談社コミックスフレンド〉全1巻
  1. 1980年7月15日、初版発行、刊行当初にはISBNなし。後に ISBN 4061738593 が付与された。